# Grafschaft Löwen
Die Grafschaft Löwen mit dem Hauptort Löwen im heutigen Belgien entstand Ende des 10. Jahrhunderts, als Lambert von Löwen, ein jüngerer Sohn des Grafen Reginar III. von Hennegau aus der Familie der Reginare und Schwiegersohn des Herzogs Karl von Niederlothringen, mit dem Gebiet belehnt wurde.
Seine Nachkommen erwarben hundert Jahre später selbst den Titel des Herzogs von Niederlothringen und nannten sich wieder hundert Jahre später dann Herzöge von Brabant. Die Grafschaft Löwen ging in dem neuen Herzogtum auf.

## Grafen von Löwen
- Lambert I. der Bärtige, († 12. September 1015)
- Heinrich I. der Alte, dessen Sohn, Graf von Löwen 1015-vor 1038
- Otto, dessen Sohn, Graf von Löwen 1038-vor 1040
- Lambert II., Bruder Heinrichs I., Graf von Löwen vor 1040–1054
- Heinrich II., dessen Sohn, Graf von Löwen vor 1054–1078
- Heinrich III., dessen Sohn, Graf von Löwen 1078–1095, Landgraf von Brabant ab 1085/1086.
- Gottfried I., dessen Bruder, 1106–1128 Herzog (Gottfried VI.) von Niederlothringen, Landgraf von Brabant
- Gottfried II., dessen Sohn, Landgraf von Brabant, Herzog (Gottfried VII.) von Niederlothringen 1139–1141.
- Gottfried III., dessen Sohn, Landgraf von Brabant, Herzog (Gottfried VIII.) von Niederlothringen 1141–1190
- Heinrich I. (Brabant), dessen Sohn, erster Herzog von Brabant (ab 1183), Herzog von Niederlothringen ab 1190.